# Nazionale universitaria di calcio dell'Italia
La Nazionale italiana di calcio Universitaria, i cui giocatori sono soprannominati gli azzurri, è la rappresentativa calcistica universitaria dell'Italia ed è posta sotto l'egida della Federazione Italiana Giuoco Calcio.

## Struttura
La rappresentativa italiana è formata da calciatori che hanno al massimo 28 anni e sono iscritti (o laureandi) all'università durante l'anno accademico corrente.

## Storia

L'Italia Universitaria nel 1938

L'attività si sviluppa in cicli biennali nei quali la Federazione Italiana Giuoco Calcio seleziona i migliori calciatori italiani attraverso delle selezioni che solitamente si tengono presso il Centro federale di Coverciano, sede degli allenamenti della Nazionale maggiore. A Coverciano vengono convocati dalla FIGC solo i migliori calciatori che, oltre a giocare tra il secondo e il terzo livello dei vari campionati nazionali, devono essere almeno iscritti in una delle varie Università. Ogni due anni, si tengono i campionati del mondo delle nazionali universitarie, chiamati anche 
Universiadi. La nazione che ha ospitato più spesso i campionati del mondo universitari (o l'Universiade) è l'Italia (nove edizioni). La Nazionale Universitaria è una selezione fra giocatori di Serie B e Lega Pro, dove di solito i calciatori che si contraddistinguono vengono sottoposti all'attenzione della Nazionale Under 21 e successivamente della Nazionale Maggiore. La Nazionale universitaria italiana di calcio ha vinto fino ad oggi due competizioni mondiali: durante le Universiadi svolte in Sicilia nel 1997 e in Corea del Sud nel 2015.

## Rosa
Lista dei giocatori convocati alla XXX Universiade di Napoli dal 3 al 14 luglio 2019.
|  | P | Tommaso Cucchietti     | 24 gennaio 1998   |  |  | Alessandria  |  |  |
|  | P | Gianluca Marcantognini | 4 maggio 1996     |  |  | Fermana      |  |  |
|  |   |                        |                   |  |  |              |  |  |
|  | D | Filippo Florio         | 23 aprile 1996    |  |  | Pordenone    |  |  |
|  | D | Riccardo Gatti         | 30 marzo 1997     |  |  | Monopoli     |  |  |
|  | D | Federico Giraudo       | 11 agosto 1998    |  |  | Ternana      |  |  |
|  | D | Cesare Pogliano        | 8 gennaio 1998    |  |  | Reggina      |  |  |
|  | D | Alberto Tentardini     | 21 ottobre 1996   |  |  | Monza        |  |  |
|  | D | Davide Vitturini       | 21 febbraio 1997  |  |  | Fano         |  |  |
|  |   |                        |                   |  |  |              |  |  |
|  | C | Riccardo Collodel      | 10 novembre 1998  |  |  | Vibonese     |  |  |
|  | C | Giorgio Galli          | 11 febbraio 1996  |  |  | Monza        |  |  |
|  | C | Roberto Grieco         | 11 maggio 1997    |  |  | Fermana      |  |  |
|  | C | Mario Mercadante       | 27 febbraio 1995  |  |  | Monopoli     |  |  |
|  | C | Riccardo Serena        | 26 settembre 1996 |  |  | Padova       |  |  |
|  | C | Giovanni Sbrissa       | 25 settembre 1996 |  |  | Siena        |  |  |
|  | C | Loris Zonta            | 22 maggio 1997    |  |  | L.R. Vicenza |  |  |
|  |   |                        |                   |  |  |              |  |  |
|  | A | Matteo Cericola        | 5 dicembre 1996   |  |  | Rieti        |  |  |
|  | A | Alessandro Galeandro   | 29 febbraio 2000  |  |  | AlbinoLeffe  |  |  |
|  | A | Danilo Ruzzittu        | 6 aprile 1997     |  |  | Arzachena    |  |  |
|  | A | Filippo Strada         | 14 marzo 1997     |  |  | Adrense      |  |  |
|  | A | Giuseppe Ungaro        | 17 maggio 1995    |  |  | Reggina      |  |  |

## Commissari tecnici
- Massimo Piscedda (2015)
- Daniele Arrigoni (2019)

## Staff
- Commissario tecnico: Daniele Arrigoni
- Vice allenatore: Luigi Corino
- Preparatore dei portieri: Stefano Dadina
- Preparatore atletico: Massimo Magrini
- Segretario: Fabio Ferappi
- Medico: Emanuele Fabrizi
- Fisioterapista: Giuseppe Pillori
- Osservatore: Oriano Renzi

## Palmarès
- Universiade:

 1997, 2015
 1999, 2003, 2005, 2007, 2009
 2019